# Vilamoura
 (août 2009).
Améliorez-le ou discutez des points à vérifier. 
 (mai 2017).
Si vous disposez d'ouvrages ou d'articles de référence ou si vous connaissez des sites web de qualité traitant du thème abordé ici, merci de compléter l'article en donnant les références utiles à sa vérifiabilité et en les liant à la section « Notes et références ».

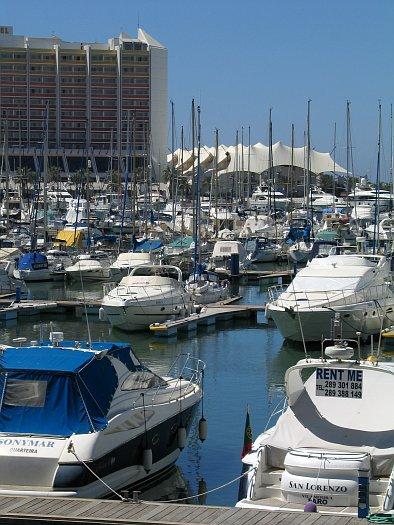
Le port de plaisance de Vilamoura, Algarve, Portugal

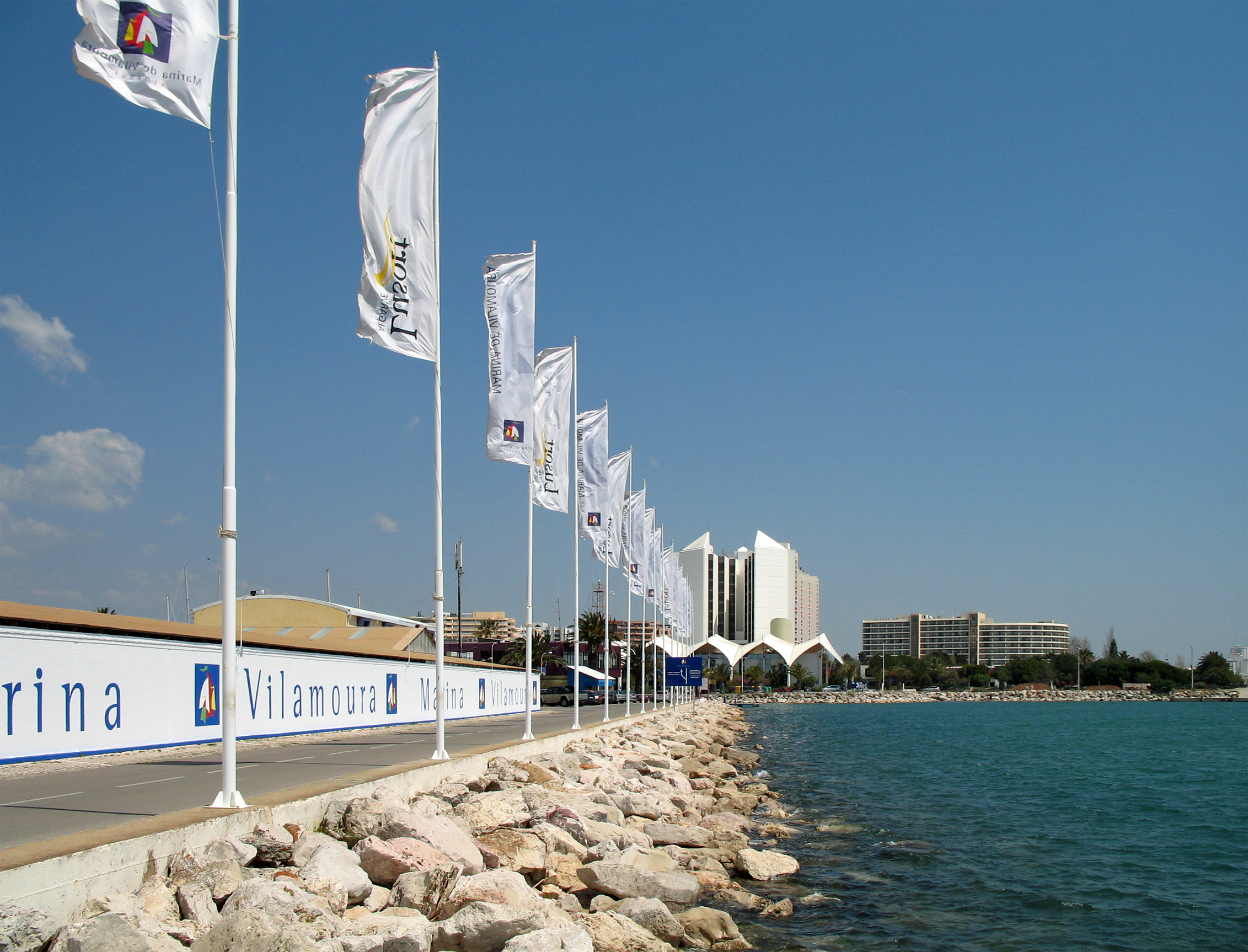
Vue près du port de plaisance de Vilamoura

Vilamoura est une ville côtière de l'Algarve au Portugal. Vilamoura appartient à la municipalité de Loulé formant un complexe touristique de luxe situé sur un ancien port romain.

## Infrastructures
Située dans l'Algarve, le complexe dispose d'un port de plaisance, une académie de golf avec cinq terrains de golf, notamment le golf de Vilasol appartenant aux anciens pilotes de Formule 1 Nigel Mansell et Ayrton Senna[réf. nécessaire]. Ayrton Senna avait également une demeure au Vale do Lobo (en) et un circuit de karting à Almancil qui faisaient également partie du complexe[réf. nécessaire]. Un casino, plusieurs discothèques, club de tennis, club de plongée, ainsi que d'autres équipements de loisirs, d'une large plage, des dizaines d'hôtels cinq étoiles et quatre étoiles sont également disponibles pour les milliers de touristes qui fréquentent cette région du Portugal chaque année[réf. nécessaire].

## Ruines antiques
Le secteur de Vilamoura dispose des ruines romaines de Cerro da Vila. Les fouilles entreprises à cet endroit depuis 1964 ont mis au jour, sous les vestiges maures et wisigothiques qui s'y superposaient, ceux d'une cité romaine  une maison patricienne et une autre plus modeste, ainsi que des thermes, un crématorium, des puits, silos, étables, un pressoir[réf. nécessaire]. De beaux panneaux ou fragments de mosaïques, polychromes ou noir et blanc, ornent encore les sols et les bassins (ultérieurement convertis en bacs de salaisons et viviers)[réf. nécessaire].

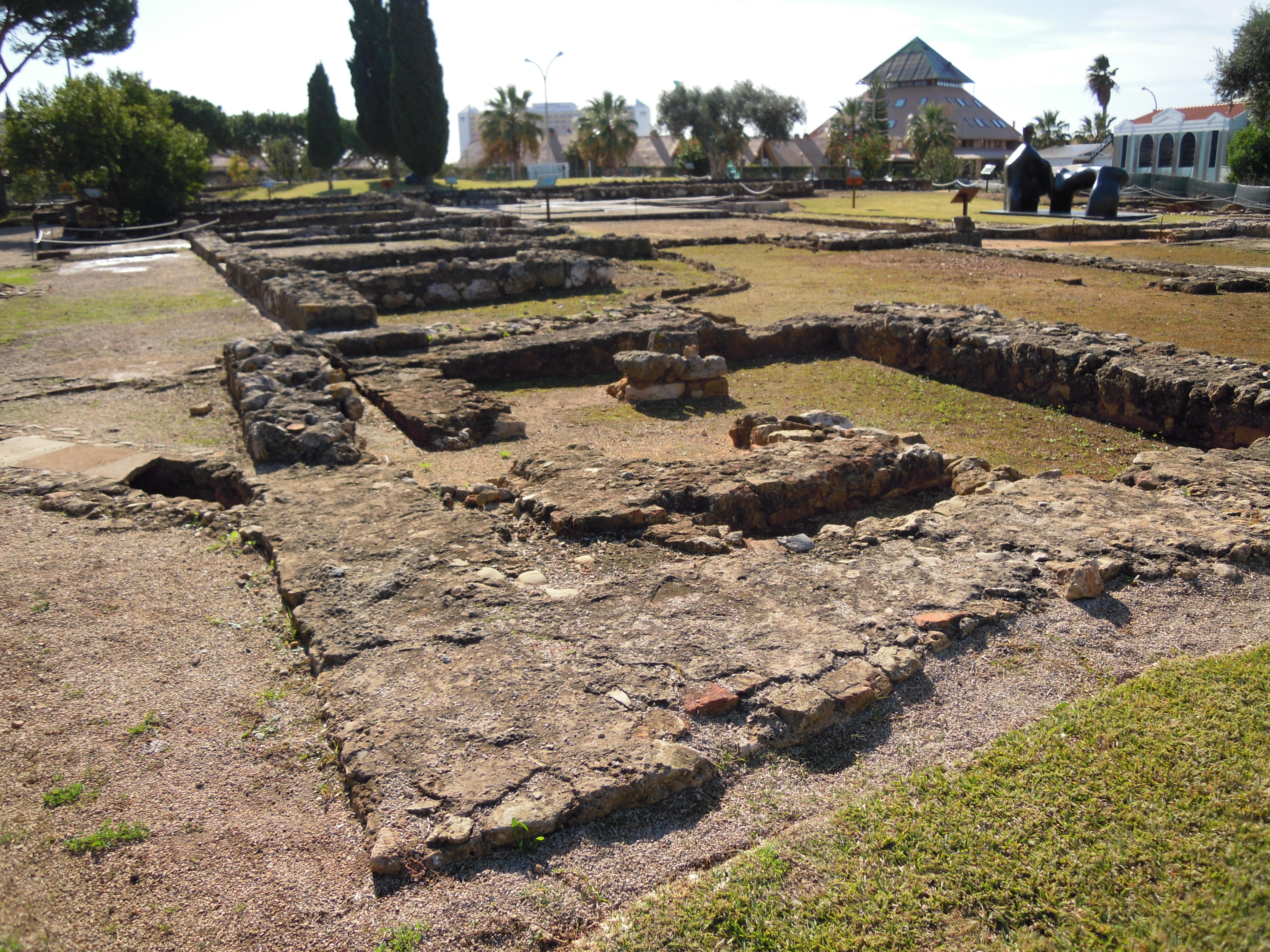
Ruines romaines à Vilamoura

## Histoire du complexe touristique
Le projet fut lancé dans les années 1960 sur une superficie de 1600 ha[réf. nécessaire].
Le projet architectural se développe autour de la marina, il comprend des centaines de maisons dans une  zone résidentielle, entreprises et autres parc presque entièrement consacrée au tourisme[réf. nécessaire].
Le fondateur de la Marina et du complexe de Vilamoura est Cupertino de Miranda (pt)[réf. nécessaire].
André Spitzman Jordan (pt) a été l'administrateur du site entre 2000 et 2004[réf. nécessaire].
En 1996, la Banque portugaise de l'Atlantique (pt) a vendu à des entrepreneurs dont Vasco André et Jordan Branco la plupart du capital de Lusotur, société propriétaire de Vilamoura[réf. nécessaire]. Plus tard, en 2000, ils ont acquis la totalité du capital de cette société[réf. nécessaire]. Ces entrepreneurs ont assuré la gestion de l'entreprise entre 1996 et janvier 2005, par le biais d'un conseil d'administration composé de Vasco André, président et Vasco Branco, vice-président, Carlos Rocha administrateur délégué, Luis Correia da Silva et Gilberto Jordan - administrateurs[réf. nécessaire].
En 2005, la société a été vendue au groupe  "Prasa" de Cordoue pour 500 millions d'euros. En difficulté à la suite de la crise de 2008, il l'a revendue au groupe Lone Star. En 2021, celui-ci l'a revendue à un groupe présidé par João Brion Sanches.
Vilamoura a remporté la finale 1980 des Jeux sans frontières[réf. nécessaire].
En 2012, le beau-frère de Cristiano Ronaldo a ouvert dans cette commune une boite de nuit appelée "Seven Vilamoura".

## Sport

### Golf
Le Portugal Masters y a lieu tous les ans depuis 2007.

### Équitation
En Novembre 2025, les équipes de GRANDPRIX Events vont investir le Vilamoura equestrian centre pour près de 12 semaines de compétitions international avec des CSI 3*, 4* et 5*, le plus haut niveau de compétition dans le monde du jumping.

### Arrivées duTour d'Espagne
- 1997 :  Marcel Wüst

### Athlétisme
Les Championnats du monde de cross-country ont eu lieu en 2000.
Les Championnats du monde de semi-marathon ont eu lieu en 2003